# Lovin' So Hard
Lovin' So Hard è un singolo della cantante statunitense Becky G, pubblicato nel 2015 dalla Kemosabe e dalla RCA Records.